# Asprinio Bianco
Asprinio Bianco ist eine alte autochthone Weißweinsorte Süditaliens. Sie war schon den Etruskern bekannt, die hauptsächlich Essig daraus gewannen. Der aus ihr hergestellte herbe und spritzige, leicht schäumende Weißwein war lange Zeit in der Gegend von Neapel und in der weiteren Umgebung innerhalb Kampaniens sehr beliebt. Mitte des 20. Jahrhunderts wurde der Wein jedoch nicht mehr nachgefragt. In der letzten Zeit werden wieder neue Rebflächen angelegt, da der Erfolg der verbleibenden Winzer Mut macht. Hauptangebiet stellt die Provinz Caserta dar.
Die triebstarke Sorte  benötigt einen langen Schnitt und wird hauptsächlich im Guyot-System erzogen. Die traditionelle an langen Holzpfählen hochgezogene Alberello-Erziehung wurde weitgehend verdrängt. Neuerdings wird wieder die sehr alte Erziehungsform Alberata Aversana (auch vite maritate genannt) propagiert, bei der die Reben auf Bäume hochgezogen werden und eine Höhe von 9 bis 12 m erreichen können. Generntet werden die Trauben auf scale napoletane genannten Leitern. Aus der Sorte wird der DOC-Weißwein Aversa Asprinio hergestellt. In Italien liegt die bestockte Rebfläche bei 677 Ha.
Die spätreifende Sorte ergibt farbarme, leicht säuerliche Weißweine mit niedrigem Alkoholgehalt. Asprinio Bianco ist eine Varietät der Edlen Weinrebe (Vitis vinifera). Sie besitzt zwittrige Blüten und ist somit selbstfruchtend. Beim Weinbau wird der ökonomische Nachteil vermieden, keinen Ertrag liefernde, männliche Pflanzen anbauen zu müssen. Eine DNA-Analyse aus dem Jahr 2005 legt nah, das Asprinio Bianco und Greco Bianco identisch sind

## Synonyme
Die Rebsorte Asprinio Bianco ist auch unter den Namen Asprinia, Asprinia di Aversa, Asprinio, Asprino, Asprino Bianco, Olivese, Ragusano, Ragusano Bianco und Uva Asprina bekannt.